# قطب حمل‌ونقل

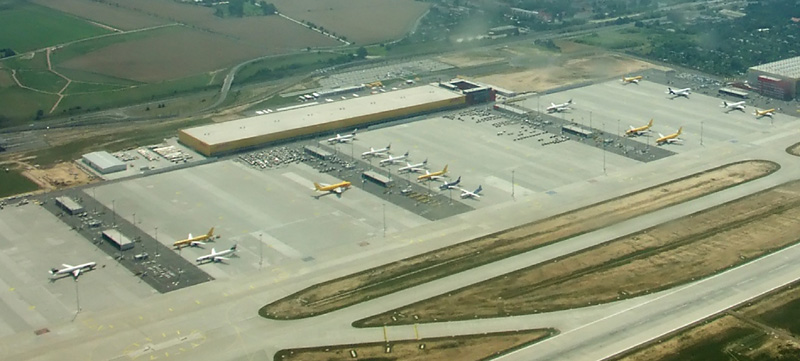
قطب حمل و نقل دی‌اچ‌ال لایپزیگ، آلمان.

قطب حمل‌ونقل یا به اختصار قطب (همچنین هاب یا هاب حمل‌ونقل (به انگلیسی: hub transport، hub)) یا مرکز تبادل سفر، منطقه‌ای مرکزی است که مقصد اکثر سفرهای حمل‌ونقل همگانی است و سفرها از آنجا به مناطق دیگر توزیع می‌شود.
نمونه‌های مراکز تبادل سفر عبارتند از ایستگاه‌های مرکزی قطار، پایانه‌های اتوبوسرانی، فرودگاه‌ها، و بندرهای مسافرتی و باری.
از پیشگامان اصلی ایجاد مرکز تبادل سفر هوایی شرکت هواپیمایی دلتا است که در سال ۱۹۵۵ از مرکز خود در شهر آتلانتای آمریکا یک شبکهٔ هوانوردی ایجاد کرد و با این کار فرودگاه آتلانتا را تبدیل به یکی از قطب‌های ترابری هوایی کرد.